# Алоїс Каріджет
Алоїс Каріджет (нім. Alois Carigiet, 30 серпня 1902 — 1 серпня 1985) — швейцарський художник та ілюстратор книг, перший лауреат премії імені Г. К. Андерсена для ілюстраторів дитячих книг, театральний сценограф і художник по костюмах, письменник.

## Біографія

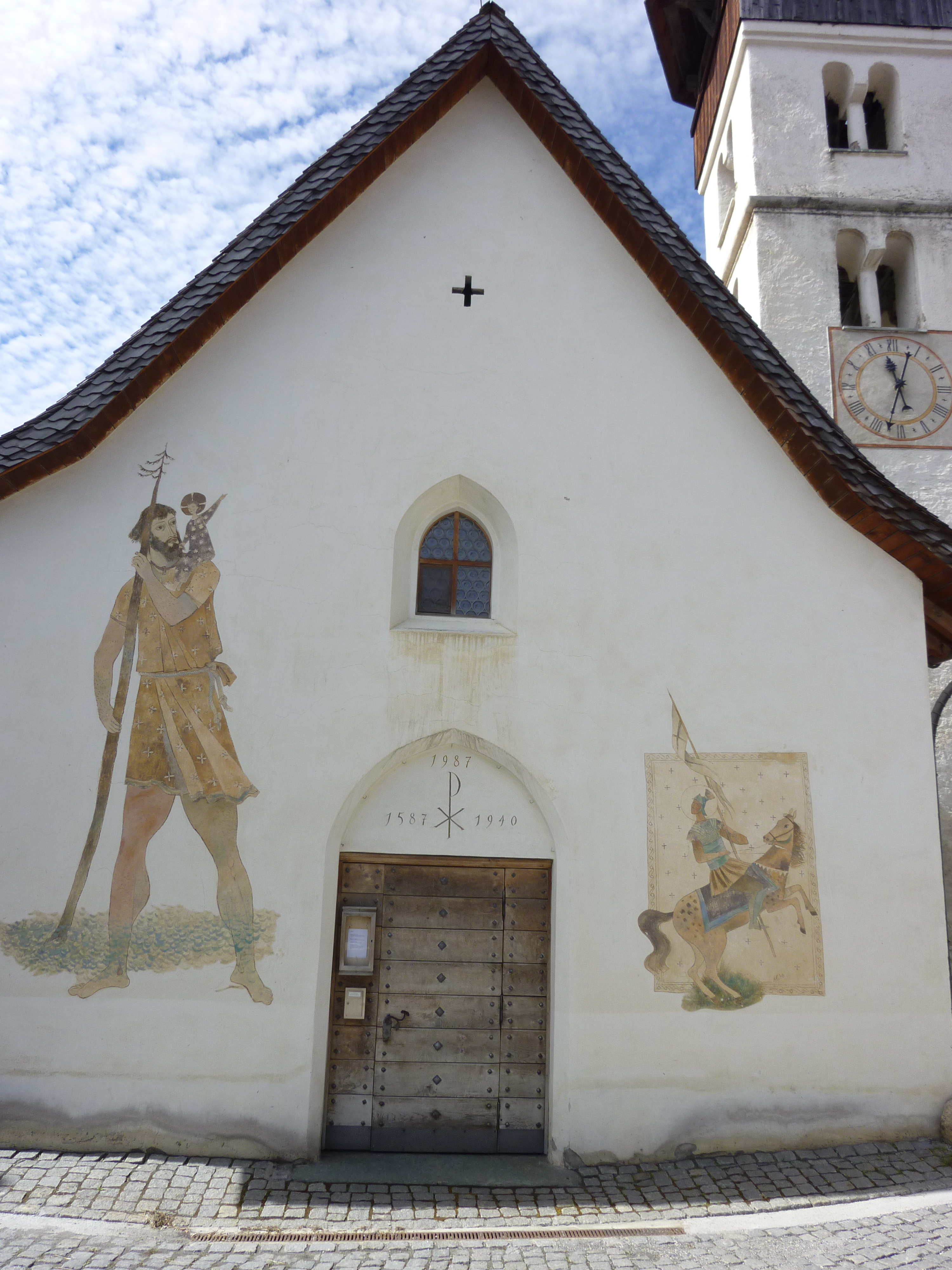
Зображення Святого Христофора і Святого Маврикія на стіні католицької церкви у швейцарській комуні, які Каріджет виконав 1940 року

Алоїс Каріджет був сьомим з одинадцяти дітей Алоїса Каріджета і Барбари Марії Каріджет, уродженої Ломбрізер. Алоїс народився в маленькому містечку Трун (кантон Граубюнден) і до 9 років проживав там на сімейній фермі. У родині Каріджет розмовляли романшською мовою, яка є місцевим діалектом ретороманської. 1911 року через економічну скруту родина Каріджет переїхала до столиці кантону Кур, де Алоїс-старший знайшов роботу. Кур був більшим містом, ніж Трун, і переїзд справив гнітюче враження на 9-річного Алоїса, який звик жити на лоні природи, в сільській тиші. Згодом він згадував у своїх мемуарах життя в Курі як «похмуру квартиру на першому поверсі у вузькому провулку міста».
У Курі Алоїс закінчив кантональну гімназію і 1918 року вступив на навчання до художника Мартіна Рата, у якого навчався малювання і декоративно-ужиткового мистецтва. Під час навчання Каріджет приділяв масу вільного часу малюванню сільських і міських сцен, худоби і домашніх тварин, детальним промальовкам голів і дзьобів птахів, а також численним карикатурам на своїх родичів і знайомих. Багато його малюнків виставлялися в краєзнавчому музеї Кура. Алоїс закінчив навчання в 1923 році з найвищими балами з усіх предметів.
Від 1923 року Каріджет пішов на роботу стажиста в рекламному агентстві Макса Даланга в Цюриху. Вигравши кілька конкурсів і заробивши авторитет в колах художників-дизайнерів, в 1927 році Алоїс відкрив у Цюриху власне художнє ательє зі штатом шість осіб, яке регулярно отримувало великий обсяг замовлень. Ательє Каріджета виготовляло численні святкові прикраси, комерційні та політичні рекламні плакати, навчальні плакати для шкіл, ілюстрації та карикатури для друкованих ЗМІ, в тому числі для журналів Schweizer Spiegel і SBB-Revue. Особливий успіх Каріджету принесло виготовлення діорами для швейцарського павільйону на Всесвітній виставці 1937 року в Парижі, а також розробка дизайну плакатів для швейцарської національної виставки «Ланді», що проходила в Цюриху 1939 року.
На початку 1930-х років Каріджет відвідав Париж, Мюнхен, Відень і Зальцбург, де познайомився з представниками популярної тоді мистецької течії Нова речевість, що знайшло відбиття в двох його картинах 1935 року «Червоний будинок на Монмартрі» (акварель) та «Будинок і сад в Асконі» (олійне малярство на картоні). Також на молодого художника вплинув і сучасний йому експресіонізм. Наприклад, на плакатах для щорічної національної сільськогосподарської ярмарки в Швейцарії в 1946 і 1952 роках Каріджет зобразив червоних коней і зелених корів, що отримало визнання художніх критиків і викликало здивування фермерів, на яке він відповів, що корова була зеленою бо їла траву. Поряд з експресіоністськими, роботи Каріджета 1930-х років зображали повсякденні мотиви життя кантону Граубюнден, а іноді й Цюриха, а також враження від подорожей до Франції, Іспанії та Лапландії.
Каріджет завжди виявляв жвавий інтерес до театру, і з кінця 1920-х років займався розробкою сценічних костюмів. Художній критик з Цюриха Рудольф Якоб Велті запросив Каріджета як сценографа і художника по костюмах для постановки в міському театрі Цюриха оперети Жака Оффенбаха Прекрасна Елен, після чого Каріджет розробив дизайн ще для трьох постановок у цьому театрі. У 1934 році Каріджет був одним з організаторів кабаре «Корнішон» — сатиричної програми в ресторані «Zum Hirschen» в Цюриху, яка стала однією з найвідоміших німецькомовних сатиричних програм за влади нацистського режиму в Німеччині і проіснувала до 1951 року. Серед артистів цього кабаре був молодший брат Алоїса — Царлі. Алоїс Каріджет розробив логотип кабаре — усміхнений корнішон з носом-морквиною, а від 1935 до 1946 року розробляв гротескові костюми, а також дизайн реквізиту для десяти програм кабаре, включаючи пишно оздоблену шарманку, яку використовував у своїх виступах Царлі.
У травні 1939 року Каріджет проводив відпустку в околицях рідного Труна і під час прогулянки виявив на одній з гірських терас у комуні Оберзаксен поселення Платенга, де, за його власними словами, «відчув почуття давно втраченого раю». Після цього Каріджет залишив свій бізнес у Цюриху і від жовтня 1939 року поселився в Платензі в будиночку без електрики і водопроводу. Залишок життя Алоїс побажав присвятити мистецтву — щодня по кілька годин проводив у горах з біноклем і малював ескізи майбутніх картин.
У 1943 році Алоїс Каріджет одружився з Бертою Кароліною Мюллер (1911—1980), яка тоді вивчала мистецтвознавство в Галле. Після народження першої доньки в 1944 році, родина Каріджет придбала ділянку землі неподалік від каплиці в Платензі, а в 1945 році Алоїс розробив проект їх нового будинку, який був побудований 1946 року і отримав назву «Im Sunnefang». 1947 року в Алоїса і Берти в новому будинку народилася друга донька. Щоб дати донькам гідну освіту, сім'я Каріджет в 1950 році переїхала до Цюриха, де Алоїс знову зайнявся дизайном, а також продовжив малювати картини.
У 1960 році Каріджет придбав у місті Трун, де пройшло його дитинство, будинок, який назвав «Flutginas» («Папороті»), і прожив в ньому до своєї смерті. У своїй промові в Цюріху 1962 року, Каріджет охарактеризував свої картини, як «мистецтво розповіді» в століття абстракції, і назвав художника Жоржа Руо «найбільшим з усіх», як натхненника свого художнього підходу.
Помер у місті Трун 1 серпня 1985 року.

## Ілюстрування дитячих книжок

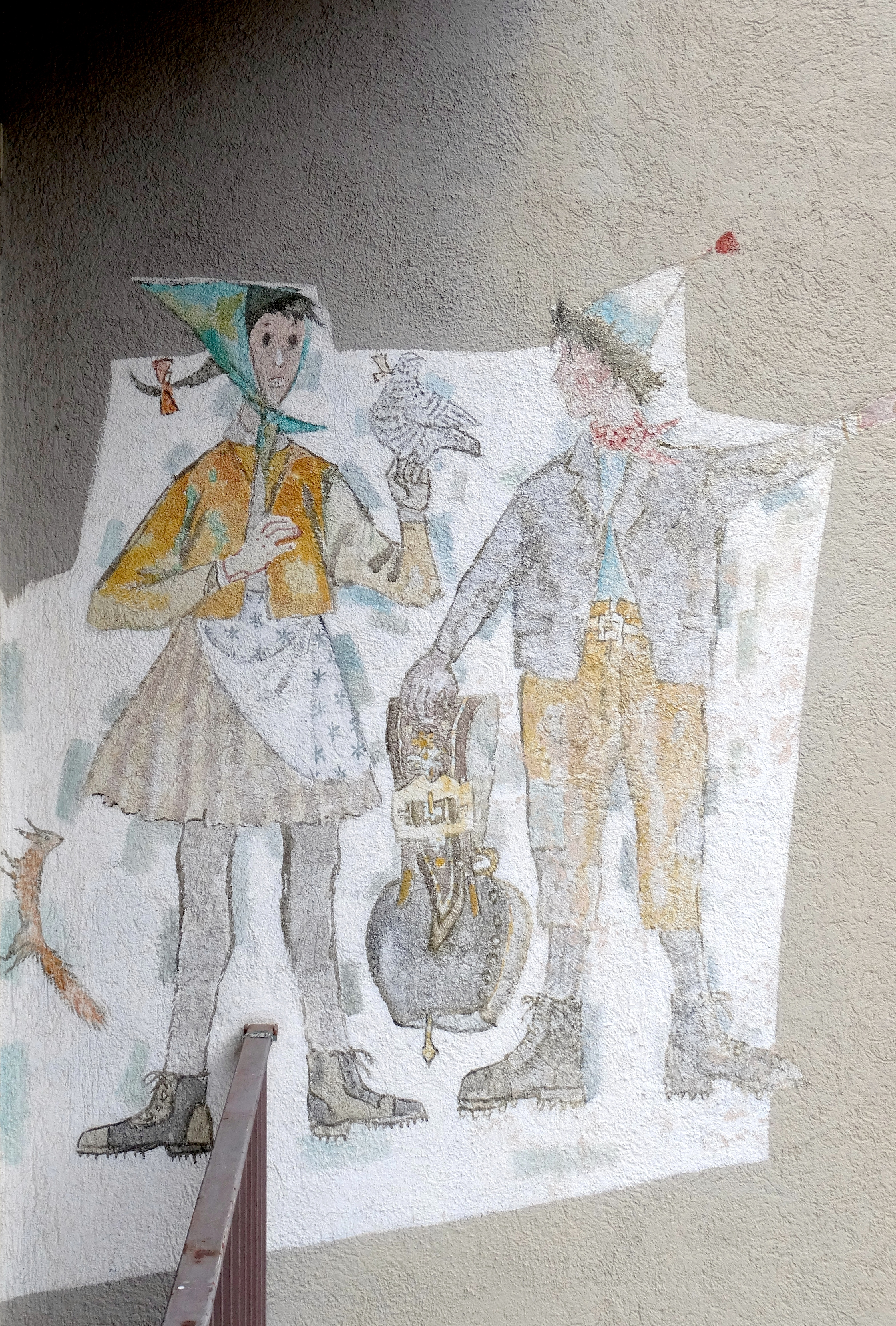
Зображення героїв книг Каріджета на стіні будинку в селі Ларет поблизу Давосу

У 1940 році письменниця Селіна Ченц попросила Алоїса намалювати ілюстрації до її книги «Дзвінкий Урслі» (нім. Schellen-Ursli, ромш. Uorsin). Після декількох років вагань Каріджет погодився. Щоб перейнятися атмосферою книг Ченц, він провів кілька тижнів вивчаючи планування і архітектуру комуни Гуарда в Енгадіні — батьківщини письменниці, яка стала прообразом місця проживання головного героя її книги. У жовтні 1945 року книга Ченц з ілюстраціями Каріджета, нарешті, вийшла німецькою мовою, а в 1950 році вийшов переклад англійською. Сюжет книги — історія хлопчика з гірського села, який поставив перед собою мету за будь-що добути з високогірної хатинки пастуха найбільший коров'ячий дзвоник у селі, щоб стати на чолі традиційної ходи під час свята прощання із зимою. Книгу переклали десятьма мовами, включаючи японську і африкаанс, сумарний тираж її видань у світі становить приблизно 1,7 мільйона примірників.
Після приголомшливого успіху першої книги про Урслі, Ченц написала низку сиквелів до неї, загалом вийшло 6 книг з ілюстраціями Каріджета, включаючи такі як Flurina (Flurina und das Wildvögelein. Schellen-Ursli's Schwester) в 1952 (англ. Florina and the Wild Bird) і La naivera (Der grosse Schnee) в 1957 (англ. The Snowstorm). У 1960-х роках Каріджет написав книги Zottel, Zick und Zwerg. Eine Geschichte von drei Geissen (1965), Birnbaum, Birke, Berberitze. Eine Geschichte aus den Bündner Bergen (1967) і Maurus und Madleina. Über den Berg in die Stadt (1969), які власноруч проілюстрував. 1966 року за книгу Zottel, Zick und Zwerg Алоїс Каріджет був удостоєний швейцарської премії дитячої книги.
Міжнародна рада з дитячої та юнацької книги раз на 2 роки присуджує премію імені Г. К. Андерсена (яку часто називають «Малою Нобелівською» або «дитячою Нобелівською премією») авторам найкращих книг для дітей. 1966 року ця організація ухвалила рішення від 1966 року ввести додаткову номінацію для найкращих художників-ілюстраторів дитячих книг. Першим лауреатом премії Г. К. Андерсена в цій номінації (1966) став Алоїс Каріджет.